# فرودگاه گوروپی
فرودگاه گوروپی (به انگلیسی: Gurupi Airport) (به زبان بومی: Aeroporto de Gurupi) یک فرودگاه همگانی مسافربری با کد یاتا GRP است که یک باند فرود آسفالت دارد و طول باند آن ۱۷۲۹ متر است. این فرودگاه در کشور برزیل قرار دارد و در ارتفاع ۳۴۷ متری از سطح دریا واقع شده است.